# SoftBank 202K
DIGNO R 202K（ディグノ アール ニーマルニケー）は、京セラによって開発された、ソフトバンクモバイル（現・ソフトバンク）の第3.9世代移動通信システム（SoftBank 4G）端末である。SoftBank スマートフォンシリーズのひとつ。OSはAndroid 4.2を搭載している。

## 概要
DIGNOシリーズとしては初となるソフトバンクモバイル向け端末である。
本体内部構造に用いられるマグネシウム合金製フレームと、筐体一体成形バッテリー、基板・各デバイスの小型化、最適配置などにより、筐体強度を確保しつつ、スマートフォンにおいて世界最軽量となる約94gの質量を実現している。また前述の、基板・各デバイスの小型化、最適配置にくわえ、LCD周りを狭額縁設計としたことで、4.3インチLCDを搭載しながらも幅寸法を60mmに抑えている。LCD部に旭硝子 (AGC) （現・AGC）製の強化ガラス“Dragontrail”のカスタム（0.4mm厚）品を使用することで、軽量かつ高い耐久性（おもに対擦過性・硬度）を実現している。これらのアプローチにより生まれた軽量かつコンパクトな筐体は、片手でも扱いやすく、服の胸ポケットにもスムースに収まる。
本製品には受話口（レシーバー）が搭載されておらず、そのかわりに、LCD部を圧電素子により振動させることで受話音を発する“SMART SONIC RECEIVER（スマート ソニック レシーバー）”が搭載されている。これにより、耳に当てる位置を気にせず通話ができ、また雑踏の中などで耳を覆うようにディスプレイ部を当てれば、周囲の騒音を遮蔽しつつ明瞭に通話ができる。
バッテリーの利用可能時間を延ばす省電力化技術のひとつとして、加速度センサを応用した「インテリジェントWi-Fi」を搭載する。センサで加速度が検知され、端末が移動中であると判定されると、無線LANアクセスポイントの検索を中止するか、あるいは通信方式を無線LANから3G/4Gパケット通信に切り替えて、通信の安定化と無駄な電力消費の抑制を図ろうとする。
前述の加速度センサにくわえ、LCD照度センサ、気圧センサ、近接センサなど、多くのセンサデバイスが搭載されている。
カメラ機能に関しては、特に目立った高スペックではないが、メインカメラに有効画素数810万画素の裏面照射型CMOSセンサーを、サブカメラに有効画素数32万画素CMOSセンサーをそれぞれ搭載する。メインカメラでは、セルフタイマー、マクロ撮影、コンティニュアスAF、顔優先AF/AE、笑顔検出シャッター、エフェクト撮影、シーンセレクション、HDR撮影、15枚連写、オートブラケット撮影、背景ぼかし撮影、フルHD動画撮影といった、トレンドを押さえた撮影機能は一通り用意されている。
バッテリー容量は1,800mAhである。ユーザ自身で取り外すことはできない。
なお、外部メモリを利用する際には同梱されるmicroSDカードリーダーを使用する必要があり、ワンセグ放送視聴時には同梱のアンテナを繋ぐ必要があるなど、製品仕様ゆえの制約もある。
あとジアトンみたい。

## 搭載アプリ
- 機能音声検索アプリ｢すぐこえ｣

## その他機能
| 主な対応サービス       | 主な対応サービス | 主な対応サービス             | 主な対応サービス      |
| ---------------------- | ---------------- | ---------------------------- | --------------------- |
| タッチパネル           | HD液晶 4.3インチ | フルブラウザ                 | SoftBank 4G           |
| バッテリー容量 1800mAh | テザリング       | WiFi                         | GPS                   |
| 810万画素カメラ        | ワンセグ         | デジタルオーディオプレーヤー | おサイフケータイ／NFC |
| Bluetooth              | 赤外線通信       | 緊急速報メール               | 防水／防塵            |

## 歴史
- 2013年5月7日 - ソフトバンクモバイル、および京セラより公式発表[1][2]。
- 2013年7月5日 - 発売[3]。